# 克萊馬克斯鎮區 (密歇根州)
克萊馬克斯鎮區（英語：Climax Township）是位於美國密歇根州卡拉馬祖縣的一個行政鎮區。

## 地方資料
克萊馬克斯鎮區的面積為94.00平方千米，當中陸地面積為93.60平方千米，而水域面積為0.40平方千米。根據2020年美國人口普查的數據，當地共有人口2364人，而人口密度為每平方千米25.15人。